# Antigon al II-lea Mattathias
Antigon al II-lea Mattathias (în ebraică מתתיהו אנטיגונוס השני, transliterat: Matityahu), cunoscut, de asemenea, sub numele de Antigon Hasmoneul, (d. 37 î.Hr.) a fost ultimul rege hasmoneu al Iudeei. Era fiul regelui Aristobul al II-lea al Iudeei și a fost instalat ca un rege marionetă de către parți. În anul 37 î.Hr Irod l-a predat romanilor pentru a fi executat, după o domnie de trei de ani în care a condus lupta acerbă pentru independență a evreilor împotriva romanilor.

## Biografie
Antigon Hasmoneul a fost al doilea fiu al lui Aristobul al II-lea și, împreună cu tatăl său, a fost dus prizonier la Roma de către Pompei în 63 î.Hr. El a evadat și s-a întors în Iudeea în anul 57 î.Hr. În ciuda unei încercări nereușite de a se opune forțelor politice romane, Senatul l-a eliberat, dar el a refuzat să renunțe la drepturile sale dinastice. După moartea fratelui său mai mare, Alexandru, Antigon a susținut că unchiul lui, Hircan, era o marionetă în mâinile lui Antipater Idumeanul și a încercat să-l răstoarne cu ajutorul și cu acordul romanilor. El l-a vizitat pe Iulius Cezar, care se afla în Siria în anul 47 și s-a plâns de faptul că Antipater și Hircan au uzurpat tronul. În anul 42 a încercat să preia prin forță conducerea Iudeei, cu ajutorul cumnatului său, Ptolemeu Mennei, dar a fost învins de către Irod.
Impozitarea excesivă a locuitorilor Iudeei pentru acoperirea cheltuielilor extravagante ale lui Marc Antoniu și Cleopatra a trezit o ură profundă împotriva Romei. Antigon a câștigat sprijinul ambelor clase aristocratice din Ierusalim și a conducătorilor fariseilor. Parții, care invadaseră Siria în anul 40 î.Hr., au preferat un rege antiroman pe tronul Iudeei. Când Antigon le-a promis cantități mari de aur, plus cinci sute de sclave, ei i-au pus la dispoziție o oaste de cinci sute de războinici. Hircan a fost capturat și trimis în Babilon, unde i s-au tăiat urechile, ceea ce l-a făcut inapt pentru funcția de mare preot. Irod a părăsit Ierusalimul. În anul 40 î.Hr. Antigon a fost oficial proclamat rege și mare preot de către parți. Cei trei ani de domnie ai săi au fost o luptă continuă.
Imediat după cucerirea Ierusalimului de către parți, Irod a fugit repede de la Masada la Roma, unde - într-un mod oarecum surprinzător - a fost nominalizat în anul 40 î.Hr. ca noul rege al Iudeei (în latină Rex socius et amicus populi Romani, rege aliat și prieten al poporului roman), de către Senat la recomandarea triumvirului Marc Antoniu. După ce s-a întors de la Roma în anul 39 î.Hr. Irod a început o campanie militară împotriva lui Antigon și a asediat Ierusalimul. În primăvara anului 38 î.Hr., Irod a preluat controlul asupra provinciei Galileea și în cele din urmă a întregii Iudeea, inclusiv a Ierusalimului. Ca urmare a apropierii iernii, Irod a amânat asediul Ierusalimului, unde Antigon și resturile armatei sale se refugiaseră până la primăvară. Irod a fost oprit la porțile cetății timp de 3-5 luni, dar în cele din urmă romanii au capturat orașul; cu toate acestea, susținătorii lui Antigon au luptat până când romanii au ajuns în curtea interioară a templului. Antigon a fost dus în Antiohia și executat, punându-se astfel capăt domniei dinastiei hasmoneilor.
Iosephus Flavius afirmă că Marc Antoniu l-a decapitat pe Antigon (Antichități iudaice, XV, 1:2 (8-9). Istoricul roman Dio Cassius spune că el a fost răstignit și precizează următoarele în Istoria romană: „Dintre acești oameni [evreii] Antoniu i-a încredințat guvernarea unui anumit Irod; Antigon a fost legat de o cruce și biciuit, o pedeapsă pe care nici un alt rege nu a suferit-o de pe urma romanilor, și așa a fost ucis.” În Viața lui Antoniu, Plutarh susține că Antoniu l-a decapitat pe Antigon, „primul exemplu al acestei pedepse aplicate unui rege”.

## Mormântul contestat din Ierusalim
În 1971 buldozerele care înlăturau pământul în Ierusalimul de Est pentru un proiect de construcție au scos la iveală un mormânt ce conținea o inscripție care, potrivit unor opinii, indică faptul că aici a fost înmormântat regele Antigon, ultimul rege hasmoneu. Cu toate acestea, potrivit antropologului Joe Zias, fostul curator arheologic și antropologic al Autorității pentru Antichități a Israelului, această teorie este doar un mit urban, din moment ce singurul schelet decapitat a fost găsit aici în 1971 și s-a dovedit la o reexaminare ulterioară că a aparținut unei femei în vârstă. În opinia sa, nici un alt set de rămășițe pământești găsite acolo nu putea fi asociat cu regele Antigon al II-lea, iar mitul a fost promovat de proprietarul imobilului situat deasupra mormântului (cum se vede aici: ).

## Posibila menționare în manuscrisele de la Qumran
Cercetătorul biblic Gregory Doudna a susținut în 2013 că Antigon al II-lea Mattathias era personajul cunoscut ca „preotul nelegiuit” în Manuscrisele de la Qumran. Potrivit lui Doudna, Antigon a fost personajul considerat „preotul neleguit” din Pesher Habakkuk și conducătorul blestemat din Pesher Nahum, manuscrisele găsite la Qumran.

## Legături externe
- Antigonus intrarea în istoric sourcebook de Mahlon H. Smith